# Friedrich Peter
Friedrich Peter, född 13 juli 1921 i Attnang-Puchheim, Oberösterreich, död 25 september 2005 i Wien, var en österrikisk politiker. Han var partiledare för FPÖ mellan 1958 och 1978.

## Levnad
Peter blev medlem i NSDAP i november 1938 och anmälde sig vid 17 års ålder till Waffen-SS. Under andra världskriget slogs han på såväl väst- som östfronten och befordrades till SS-Obersturmführer, något som Peter förnekade efter kriget.
Efter kriget blev han folkskollärare och så småningom skolinspektör. Från 1955 till 1966 satt han i lantdagen i Oberösterreich som företrädare för VdU, och sedan för FPÖ. 1966 valdes han in i det österrikiska parlamentet.
Under Peters tid som ordförande försökte FPÖ bli koalitionsfähigt och bemödade sig om att framstå som liberalt. Vid partidagarna 1964 deklarerade Peter att nationella och liberaler hade en gemensam plattform i FPÖ. Liberaliseringen ledde till internt motstånd, vilket Peter bemötte med uteslutningar.
Simon Wiesenthal offentliggjorde inför valet 1975 en rapport där det påvisades att Peter hade ingått i en Waffen-SS-enhet som hade förknippats med massmord. Förbundskansler Bruno Kreisky, som själv förföljts av nazistregimen, tog Peter i försvar och anklagade Wiesenthal för "maffiametoder".
1978 kandiderade Peter inte längre till partiledarposten. Hans efterträdare blev Alexander Götz.
Friedrich Peter avled den 25 september 2005 på ett sjukhus i Wien i sviterna av en njursjukdom.